# Paruline du Kentucky
Geothlypis formosa
Espèce
Statut de conservation UICN

 LC  : Préoccupation mineure
La Paruline du Kentucky (Geothlypis formosa, anciennement Oporornis formosus) est une espèce de passereaux de la famille des Parulidae.

## Répartition

zone de nidification
zone d'hivernage